# Tephritis nartshukovi
Tephritis nartshukovi är en tvåvingeart som beskrevs av Bassov och Tolstoguzova 1994. Tephritis nartshukovi ingår i släktet Tephritis och familjen borrflugor. Inga underarter finns listade i Catalogue of Life.